# Насакин, Фридрих Оттович
Фридрих Оттович Насакин (28 июня 1797, Neu-Werpel (Uue-Varbla), Läänemaa, Estland — 2 июня 1876, Hapsal (Haapsalu), Läänemaa, Estland) — остзейский литератор, поэт-сатирик, переводчик, юрист, секретарь императорского суда в Хаапсалу.

## Биография
Учился в дерптском университете по юридическому факультету.
Был асессором суда в Ревеле, потом секретарем суда в Гапсале.

## Произведения
1. Momus aus meinem Schreibpulte (1823)
2. Kleine Schriften. Poëtischer Irrgarten (1832)
3. Die Tanzenden, Берлин, 1855, Немецкий, 18-19 вв. («Русское время»)
4. Erinnerungen aus Livland, Тарту/Дерпт (Лифляндия), C. A. Kluge, 1836, Немецкий, 18-19 вв. («Русское время»)
5. Grabschrift einem Prozesssüchtigen, Берлин, 1855, Немецкий, 18-19 вв. («Русское время»)
6. Grosses Glück, Берлин, 1855, Немецкий, 18-19 вв. («Русское время»)
7. Kleine Schriften, Таллинн/Ревель (Эстляндия), Lindforsi pärijad, 1832, Немецкий, 18-19 вв. («Русское время»)
8. Theaterkritik, Берлин, 1855, Немецкий, 18-19 вв. («Русское время»)

## Псевдонимы
Известен как: Фридрих фон Назакин; Friedrich von Nasackin; Friedrich von Nasacken; F. v. Nasakin; v. Nasakin.